# Afogados (Recife)
Afogados é um bairro da zona oeste da cidade do Recife. Integra a 5ª Região Político-Administrativa da cidade e faz limite com os bairros do Bongi, Cabanga, Ilha do Retiro, Ilha Joana Bezerra, Imbiribeira, Jiquiá, Mangueira, Mustardinha, Pina,Prado e São José.
Exerce influência comercial muito intensa devido a seus mercados e feiras livres. É um dos poucos bairros recifenses que têm referência em saúde infantil, materna e geral [carece de fontes?]. Bem localizado, possui por privilégio de sua localização 04 estações de metrô (Afogados, Largo da Paz, Ipiranga e Mangueira), esta última, no caso a estação Mangueira está na divisa com bairro homônimo, ainda em Afogados. Há também grande fluxo de ônibus e táxis transportes coletivos em geral. A igreja de Nossa Senhora da Paz no largo é considerada uma referência de arquitetura e fé para os moradores e turistas.

## Histórico[1]
No começo da colonização de Pernambuco, as terras que compreendem o bairro de Afogados foram doadas a Jerônimo de Albuquerque, pelo donatário Duarte Coelho. Quando Jerônimo morreu, sua filha vendeu a parte que lhe cabia por herança, e a localidade (que era coberta por mangues) foi sendo revendida a partir de então. A notícia concreta sobre as vendas está documentada na escritura passada em 24 de abril de 1593.
Outra referência importante sobre Afogados é datada de 18 de março de 1633, ocasião em que os holandeses tomaram de assalto uma fortificação guarnecida por 130 homens, comandados pelo capitão Francisco Gomes de Melo, no Passo do rio dos Afogados.
Cabe explicar que a razão desse nome, segundo o escritor Diogo Lopes de Santiago, do século XVII, advém do fato de muitos indivíduos, principalmente os escravos negros, se afogarem ao tentar passar pelo rio Cedros - um braço do rio Capibaribe que, partindo do lado da Madalena, saía pela Ilha do Retiro, beirava o subúrbio da localidade e alcançava o coração do Recife. Durante a maré cheia, esse rio se tornava muito arrebatado e furioso. Daí, muitos indivíduos que desconheciam o perigo, ou que não tinham paciência para aguardar a maré baixar, terminavam morrendo afogados durante a travessia
Certamente por esse motivo, no dia 17 de fevereiro de 1531, o colonizador Pero Vaz de Souza escreveu, em seu diário de navegação, que sete homens da nau Capitânia tinham se afogado na barra do Recife. E o escritor holandês Barlaeus, em obra impressa em 1647, registrou sobre o percurso do braço do rio Capibaribe o seguinte comentário: "passa em frente da povoação Fluvius Afogadorum: Rio dos Afogados".
Em 1737, o governador de Pernambuco mandou construir a ponte de Afogados e fazer um grande aterro, começando pelo lugar onde se encontra, hoje, o Forte das Cinco Pontas. Tal obra ficou conhecida como Aterro dos Afogados, passando a ser referida, depois, como rua Oitenta e Nove e, no presente, é chamada rua Imperial.
Outro governador do estado empreendeu melhoramentos no referido aterro: deu ordem para que se tirasse areia de um terreno, fazendo surgir buracos e, em seguida, mandou que os enchessem com água. Os referidos buracos se transformaram, então, em grandes viveiros de peixes, ficando conhecidos como os "viveiros do Muniz", em homenagem ao proprietário das terras: Antônio José Muniz. Num pedaço do aterro, também foram plantadas gameleiras frondosas. Vale ressaltar que uma pequena parte dos viveiros deu origem à atual Praça Sérgio Loreto. Mas a rua que deságua no Mercado de São José manteve o antigo nome: rua do Muniz.
Em meados do século XVIII, conforme registra a obra América, do holandês Arnouldus Montanus, a povoação de Afogados já contava com um compacto agrupamento de casas - de boa construção e estilo flamengo -, uma capela, e um curtume de sola onde trabalhavam 14 escravos. Por volta de1785, a capela foi transformada na igreja de Nossa Senhora da Paz. Porém, somente no ano de 1873, foi criada a paróquia de Nossa Senhora da Paz.
Durante a invasão holandesa, estabeleceu-se um presídio militar em Afogados, sob o comando do capitão Manuel da Mota Araújo. Esse presídio foi atacado por 400 homens dos mascates, no dia 7 de setembro de 1711, que tentaram se apossar da povoação.
Houve grandes lutas, ainda, durante a campanha constitucionalista de 1821. Um periódico da época publicou uma matéria denunciando que o governador Luís do Rego Barreto atacou a povoação, matou com baionetas inocentes meninos e indefesas mulheres e, depois, saqueou as casas dos pacíficos habitantes, violando o sacrário das igrejas e das imagens sobre os altares.
Outros renhidos combates ocorreram entre as forças republicanas - que defendiam a povoação de Afogados -, e um grande efetivo de tropas do exército imperial, vindo do Rio de Janeiro para suplantar o movimento revolucionário da Confederação do Equador (1824). Durante a intentona comunista de 1935, também foram travadas grandes lutas no bairro de Afogados.
Em Afogados existiram algumas tipografias, de onde saíram revistas e periódicos pernambucanos. Na segunda metade do século XIX, em particular, ali eram impressos os periódicos O Verdadeiro e Liberal Afogadense, ambos redigidos pelo jornalista Antônio Borges da Fonseca. A revista Alvorada(publicada no Recife no começo do século XX) era produzida por rapazes daquela localidade.
Com a construção e pavimentação de novas ruas e avenidas, o bairro de Afogados vem se desenvolvendo bastante. Além de muitos domicílios, a localidade  comporta várias escolas, faculdades, hospitais, postos de saúde, agências bancárias, metrô, supermercados e outras casas comerciais.[carece de fontes?]

## Dados
- IDH: 0,817 (2000)[2]

- Área Territorial (hectare) : 349,5

- População Residente (2000) : 36.146

- População Residente por Sexo:

Masculina: 16.632
Feminina: 19.514
- População por Faixa Etária:

0 - 4 anos: 3.033
5 - 14 anos: 6.198
15 - 39 anos: 15.630
40 - 59 anos: 7.506
60 anos e mais: 3.779
- Taxa de Alfabetização da População de 15 anos e mais: 88,94 %

- Densidade:

Demográfica (Habitante/Hectare): 103,42
Domiciliar (Habitante/Domicílio): 3,72
- Proporção de Mulheres Responsáveis Pelo Domicílio: 41,23 %

- Quantitativo de Imóveis por Uso (IPTU/Sec. de Finanças) :

Imóveis Residenciais: 7.231
Imóveis não Residenciais: 1.477
Terrenos: 6.180
- Zonas Especiais de Interesse Social: Afogados, Mangueira, Mustardinha, Vila do Sirí

- Fonte: Censo do IBGE(2000) e Prefeitura da Cidade do Recife